# 三重県道731号川合大宮線
三重県道731号川合大宮線（みえけんどう731ごう かわいおおみやせん）は、三重県多気郡大台町から同県度会郡大紀町に至る一般県道である。

## 概要

### 路線データ
- 起点：三重県多気郡大台町菅合[1][2]（三重県道424号大宮宮川線交点）
- 終点：三重県度会郡大紀町阿曽字村出2295番1地先[1][2]（国道42号交点）

## 沿革
- 1962年（昭和37年）3月31日  - 認定[3]
  - 起点：三重県多気郡大台町大字川合
  - 終点：三重県度会郡大宮町

- 2002年（平成14年）3月29日 - 県道の路線認定の一部改正[4]（路線を延長、起点の変更）
  - 起点：三重県多気郡大台町大字菅合

- 2007年（平成19年）4月1日 - 県道の路線認定の一部改正[5]（住所表記変更、自治体合併に伴う変更）
  - 起点：三重県多気郡大台町菅合
  - 終点：三重県度会郡大紀町

## 通過する自治体
- 三重県
  - 多気郡大台町
  - 度会郡大紀町

## 接続する道路
- 三重県道424号大宮宮川線（起点：大台町菅合）
- 三重県道536号滝原停車場滝原線（大台町大ヶ所、滝原駅前）
- 国道42号（熊野街道）（終点：阿曽交差点）

## 周辺
- JR紀勢本線
  - 三瀬谷駅
  - 滝原駅
  - 阿曽駅
- 紀勢自動車道 大宮大台インターチェンジ
- 三重県警察 大台警察署
- 大台町役場
- 大紀町役場
- 大紀町立大宮小学校
- 大宮郵便局
- 阿曽郵便局
- 瀧原宮
- 道の駅奥伊勢おおだい
- 道の駅奥伊勢木つつ木館